# Jiangmen

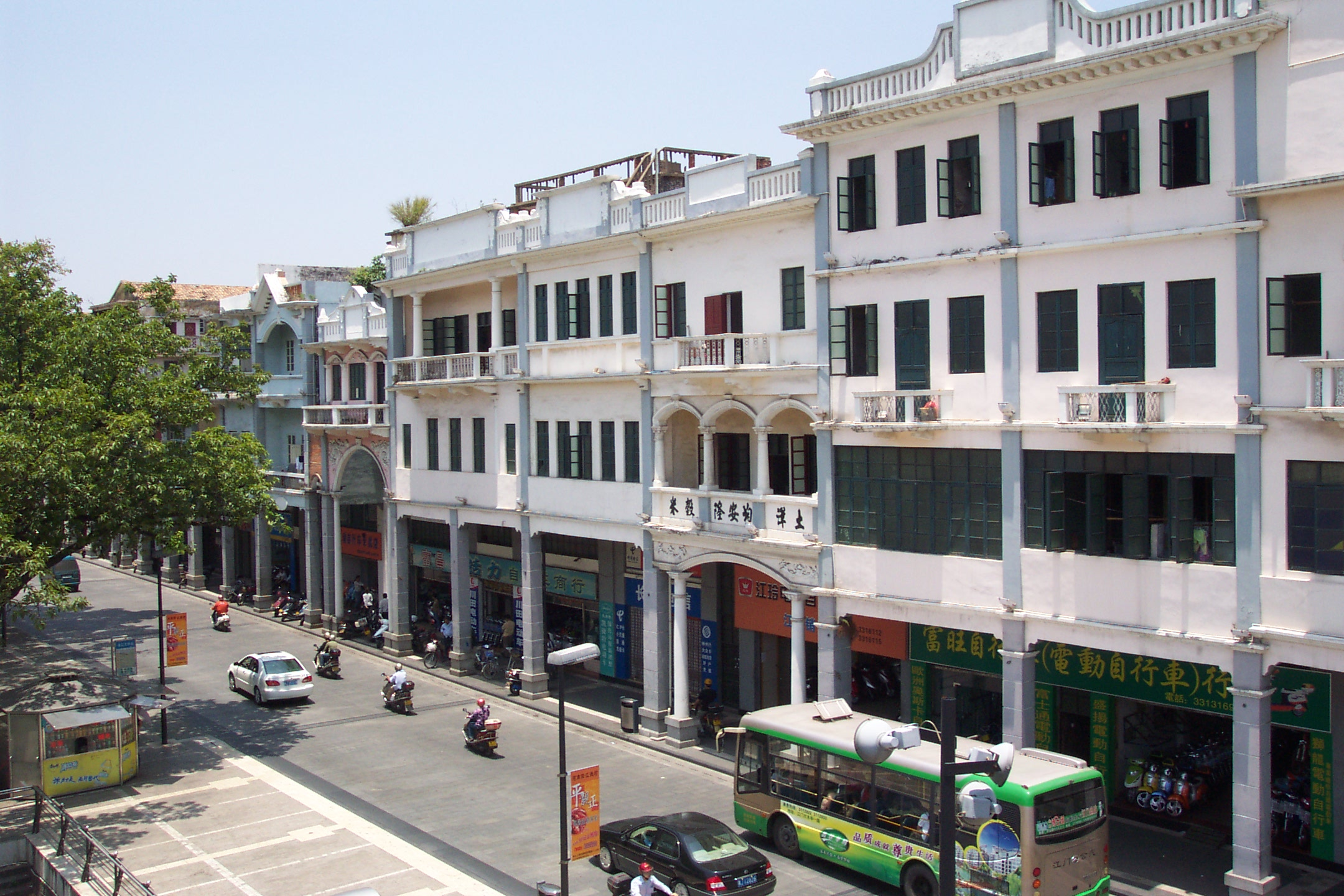
Straße in Jiangmen

Jiangmen (chinesisch 江门市, Pinyin Jiāngmén Shì – „Flusstor“) ist eine bezirksfreie Stadt in der südchinesischen Provinz Guangdong. Sie ist Herkunftsstadt zahlreicher Überseechinesen.

## Geographie
Die Stadt liegt westlich des Ästuars des Perlflusses, etwa 60 km südwestlich von Guangdongs Metropole Guangzhou. Die Oberflächengestalt von Jiangmen ist eben, nur im Westen wird es leicht hügelig. Das Territorium wird von zahlreichen Flüssen, Flussarmen und Kanälen durchzogen. Der wichtigste Fluss ist der Westfluss, dessen Hauptarm- bzw. Westarm östlich am Stadtzentrum vorbeifließt. Der Peng-Fluss kreuzt die Stadt in ihrer Mitte.
Das Klima ist subtropisch bis tropisch; die durchschnittliche Januartemperatur liegt bei 13 °C, die durchschnittliche Julitemperatur bei etwa 28 °C. Die jährliche Niederschlagsmenge liegt bei etwa 1900 mm.

## Wirtschaft
Bereits während der Qing-Dynastie hatte Jiangmen eine hohe Bedeutung für den Außenhandel Chinas; der heutige Hafen wurde 1904 in Betrieb genommen.
Wirtschaftlich dominiert in Jiangmen die Leichtindustrie. Wichtigste Produkte, die hergestellt werden, sind Textilien, Elektronikprodukte, Möbel, Lederprodukte, Nahrungsmittel, Maschinen, Baumaterialien und chemische Produkte; eine lange Tradition hat die Papierherstellung und die Zuckerraffinierung.

## Verwaltung
Die bezirksfreie Stadt Jiangmen setzt sich aus drei Stadtbezirken und vier kreisfreien Städten zusammen (Stand: 2020):
- Stadtbezirk Jianghai (江海区), 110,5 km², 364.694 Einwohner;
- Stadtbezirk Pengjiang (蓬江区), 320,5 km², 853.007 Einwohner;
- Stadtbezirk Xinhui (新会区), 1.387 km², 909.277 Einwohner;
- Stadt Enping (恩平市), 1.697 km², 483.907 Einwohner;
- Stadt Taishan (台山市), 3.286 km², 907.744 Einwohner;
- Stadt Kaiping (开平市), 1.659 km², 748.777 Einwohner;
- Stadt Heshan (鹤山市), 1.081 km², 530.684 Einwohner.

Das eigentliche Stadtgebiet liegt in den beiden Stadtbezirken Pengjiang und Jianghai, wobei der Peng-Fluss die Grenze bildet. Diese beiden Stadtbezirke Jiangmens grenzen nordwestlich an Heshan, nordöstlich an Shunde, im Westen an Zhongshan und im Süden an Xinhui. Sie selbst sind weiterhin in elf Straßenviertel und drei Großgemeinden (alle in Pengjiang) unterteilt. Hetang (荷塘镇), Duruan (杜阮镇) und Tangxia (棠下镇) sind die drei Großgemeinden, Chaolian (潮连街道) in Pengjiang und Lile (礼乐街道) in Jianghai sind wichtige Straßenviertel, die in diesen beiden Stadtbezirken liegen.
Jiangmen ist Sitz des römisch-katholischen Bistums Jiangmen.

## Verkehr
Jiangmen ist ein wichtiger Verkehrsknoten Guangdongs. Die Stadt verfügt über den zweitgrößten Flusshafen der Provinz. Schiffe transportieren Fracht und Passagiere den Westfluss flussaufwärts und flussabwärts bis Macau und Hongkong. Daneben ist Jiangmen über Autobahnen gut in Richtung Foshan und Guangzhou, Zhongshan sowie in Richtung Westen (Kaiping, Yangjiang) an das Straßennetz der Provinz angebunden.

## Wissenschaft
Das unterirdische Neutrinoobservatorium Jiangmen Underground Neutrino Observatory (JUNO) liegt bei Kaiping.

## Städtepartnerschaften
- Riverside, Vereinigte Staaten
- Kota Kinabalu, Malaysia